# Александрія Нана Георгіївна
Александрія Нана Георгіївна — грузинська, раніше радянська, шахістка, гросмейстер серед жінок (1976) Заслужений майстер спорту СРСР (1971).

## Біографія
Нана Александрія народилася в 1949 році в Поті, за освітою журналістка. Учасниця двох матчів за першість світу (1975 і 1981).
1963 року дебютувала в чемпіонаті СРСР, триразова чемпіонка СРСР (1966, 1968, 1969). Багаторазова переможниця Всесвітніх олімпіад (1969–1980) в складі збірної СРСР. В 1967–1990роках — учасниця змагань на першість світу. Двічі була учасницею фінальних матчів на першість світу, проте поступилась: у 1975 році — Ноні Гапріндашвілі (3½ : 8½), а в 1981 році — Маї Чибурданідзе (8 : 8, Чибурданідзе зберегла звання чемпіонки світу). Переможниця більш як 20 міжнародних турнірів. Тренером Нани Александрії був Вахтанг Карселадзе.
У Грузії проводяться шахові турніри, переможцям яких вручають Кубок імені Нани Александрії. Почесна громадянка Тбілісі (2009).
Син Нани Александрії — Гіга Бокерія, заступник міністра іноземних справ Грузії.